# Springdale (Borough, Pennsylvania)
Springdale ist ein im Allegheny County gelegener Borough von Pennsylvania, USA. Das U.S. Census Bureau hat bei der Volkszählung 2020 eine Einwohnerzahl von 3.400 ermittelt.

## Geografie
Der Ort liegt nordöstlich von Pittsburgh und nahe dem Allegheny River. Der Nebenlauf Riddle Run fließt in Springdale in den Allegheny River. Das Ortsgebiet ist 2,8 km² groß und hat eine Landfläche von 2,3 km², dies entspricht 520 m² oder 13,76 % Wasserfläche.
|          |         | New Kensington |
| Cheswick | Kompass |                |
| Oakmont  |         | Plum           |

## Demografie
| Jahr      | 1910  | 1920  | 1930  | 1940  | 1950  | 1960  | 1970  | 1980  | 1990  | 2000  | 2010  | 2020  |
| --------- | ----- | ----- | ----- | ----- | ----- | ----- | ----- | ----- | ----- | ----- | ----- | ----- |
| Einwohner | 1.999 | 2.929 | 4.781 | 4.989 | 4.939 | 5.602 | 5.202 | 4.418 | 3.992 | 3.828 | 3.405 | 3.400 |

## Persönlichkeiten
- Rachel Carson (1907–1964), Zoologin, Biologin, Wissenschaftsjournalistin und Sachbuchautorin
- Conrad Susa (1935–2013), Komponist